# Laguna La Posada
La Laguna La Posada es una laguna ubicada en el sector La Posada de la comuna chilena de Coronel, en la Provincia de Concepción, Región del Biobío.

## Ubicación
Situada entre la autopista Concepción-Lota (tramo de la ruta 160) y la ladera occidental de la Cordillera de Nahuelbuta, sirve como un recurso de agua dulce y de control hidrológico entre las aguas provenientes de la Cordillera y la comuna aledaña de San Pedro de la Paz, que desembocan en el Océano Pacífico a través del Estero La Posada.

## Historia
Hasta el siglo XIX, esta laguna era frecuentada como punto de descanso para las diligencias que iban desde Concepción hacia Coronel y Lota. Sin embargo, luego de la llegada del ferrocarril en 1880, esta vía quedaría en desuso, hasta que en 1955 un grupo de ingleses llegados a principios del siglo XX adquirieran un predio junto a la laguna para colocar una cancha de golf.
Este predio sigue existiendo hoy en día para los mismos propósitos, y se conoce como Club de Campo La Posada. En la actualidad, alrededor de este Club se distribuyen varios otros, además de zonas de camping y otros atractivos turísticos.